# Periplasma

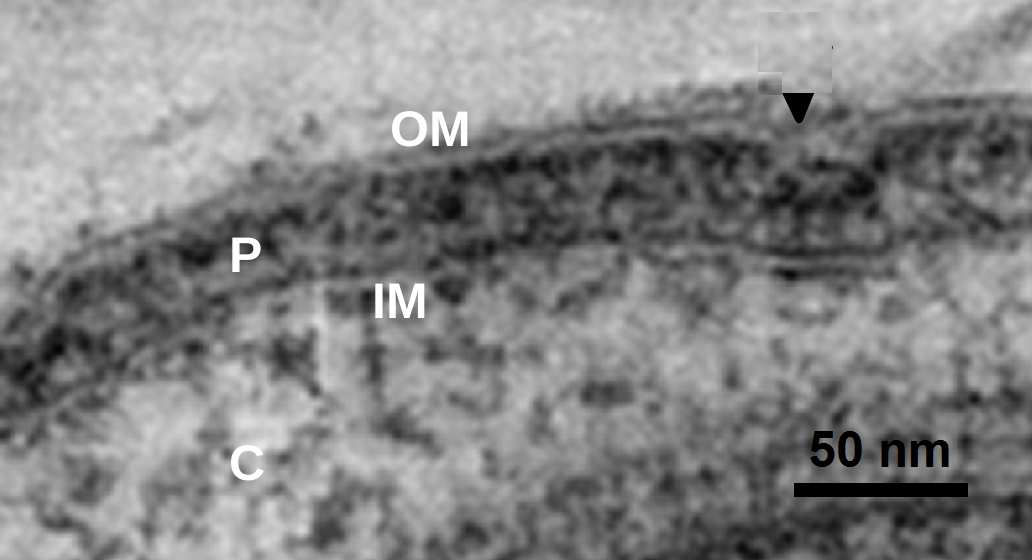
Corte de pared bacteriana: P periplasma, OM membrana externa, IM membrana interna, C citoplasma. Microscopio electrónico, barra 50nm.

El espacio periplasmático es el compartimento que rodea al citoplasma en algunas células procariotas, como por ejemplo en las bacterias Gram negativas. Aparece comprendido entre la membrana plasmática, por dentro, y la membrana externa de las gram negativas, por fuera.

## Estructura
El periplasma se encuentra en un estado de tipo gel más que en estado líquido debido a la alta concentración de proteínas y de peptidoglicano que contiene. 

## Función
Tiene una gran importancia en el metabolismo energético, que se basa en la alimentación por procesos activos de diferencias de composición química, concentración osmótica y carga eléctrica entre este compartimento y el citoplasma.
Una teoría plantea que el espacio intermembrana de las mitocondrias y el espacio periplastidial de los plastos, ambos orgánulos que habrían evolucionado a partir de la endosimbiosis, serían homólogos del espacio periplasmático.